# حي القطمون

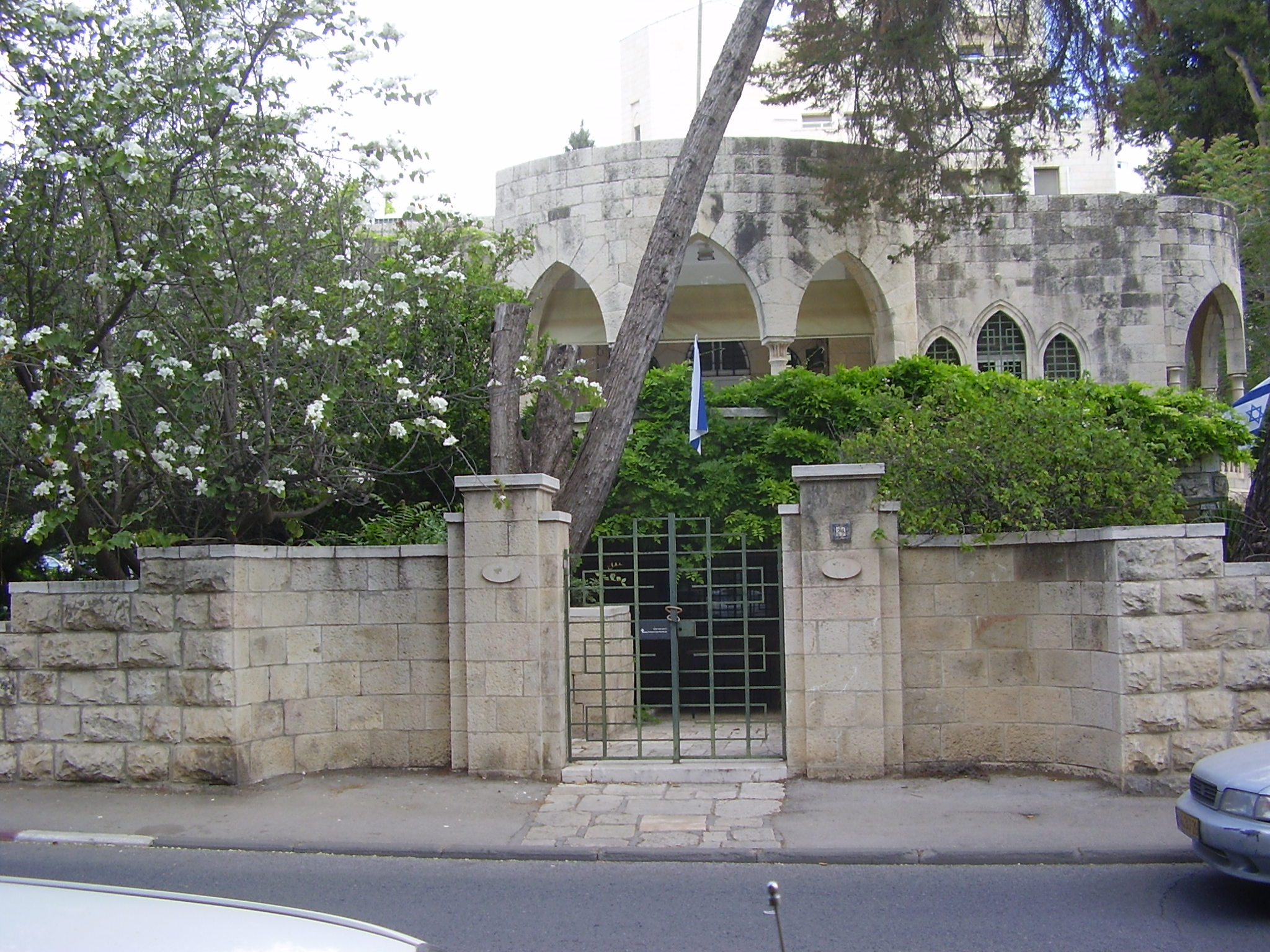

حي القطمون حي غربي واقع غربي مدينة القدس إلى الجنوب قليلاً. ويقوم على رابية مشرفة على معظم الأحياء العربية واليهودية من القدس الجديدة، وهي: البقعة الفوقا، والبقعة التحتا، ورحافيا، وميكور حاييم، والطالبية. وأكثر نقاط القطمون إشراقاً دير مار سمعان، وهو مقر الكرسي البطريركي الصيفي للروم الأرثوذكس. ونظراً لهذا كان للحي، ولبناء الدير بالذات، قيمة عسكرية كبرى عرفها الصهيونيون في حي القطمون غربي القدس المحتلة. و تبلغ مساحة حي القطمون الأصلية نحو 157 دونما  وأمام دير مار سمعان غرب الحي جرت معركة القطمون. كما ضم الحي نحو 204 من البيوت سكنتها عائلات عربية مسلمة ومسيحية وعائلات أجنبية جاءت إبان الاحتلال البريطاني لفلسطين.

## أحياء القدس خارج السور
حًصرت مدينة القدس داخل أسوار البلدة القديمة حتّى منتصف القرن التاسع عشر (1850). بدأت المدينة في هذه الفترة التوسّع خارج الأسوار، وجاء هذا التوسّع كامتداد لعوامل عدّة، منها:
(1) سًمح للأجانب بتملّك الأراضي في الدولة العثمانيّة ممّا سمح للمستعمرين البحث عن أراضٍ في القدس والبناء عليها لكونها مطمعًا دينيًا.
(2) بدأ دخول مظاهر الحداثة على منطقة القدس: أُنشئ أول مجلس بلديّ في مدينة القدس وترافق معها إقامة صرف صحّي وبناء مطبعات وطباعة صحف والكثير من التغييرات الّتي أدّت إلى الحداثة. كما وفتحت طرق بين القدس وبقية المدن المجاورة.
هذه التغييرات أدّت إلى إنشاء العديد من أحياء القدس كالشيخ جراح والبقعة الفوقا والتحتى وغيرها، من ضمنها أيضًا حيّ القطمون.

## نشأة القطمون
أُنشئ حيّ القطمون على أراضٍ تابعة للكنيسة الأرثوذوكسيّة، الّتي أعلنت في تلك الفترة عن بيع هذه الأراضي في محاولة لسدّ ديونها. العائلات الّتي اشترت هذه الأراضي هي عائلات فلسطينية عربية مسلمة ومسيحية من الطبقة المتوسّطة فما فوق. بالإضافة إلى ذلك، سكن بعض السكان البريطانيين واليهود هذه الأحياء، وقد كان معظمهم مستأجرين وليسوا ملّاكين. 
عُمّر 204 بيت عربي في حيّ القطمون امتدّ الحي على مساحة 157 دنم.

## سبب التسمية
تُعزى تسمية القطمون إلى تفسيرين يتعلّقان بتاريخ المكان:
الأوّل - تفسير يونانيّ وسببه أنّ الكنيسة الأرثوذوكوسيّة امتلكت الأراضي التابعة للحيّ. كلمة «κατὰ μοναστηρίῳ كاتا مونَسيتريو» في اليونانيّة تعني «تحت دير»، وهذا يلائم جغرافيا المكان حيث أنّ التلّة العليا في الحيّ فيها دير «سان سيمون» أو دير «مار سمعان». ممّا يجعل الحيّ «تحت الدير». 
الثاني - تفسير عربيّ حيث أنّ الحيّ كان عربيًا منذ بدايات نشأته. كلمة «قطمون» من قَطَمَ والّتي تعني قطع، ويُقال أنّ المكان احتوى على كسّارة الّتي «تقطم» الحجارة ومن هنا جاءت التسمية. التفسير الثاني ضعيف.

## عائلات سكنت في حي القطمون
في الحي بيوت عربية واضحة المعالم فمثلا بيت خليل السكاكيني المؤلف من طبقتي حجر ما زال موجودا، الطابق العلوي يستعمل كحضانة أطفال، الطابق الأول تسكنه عائلة إسرائيلية. بالإضافة لذلك بيت عبد الكريم الكرمي وحسن الكرمي ما زالا شامخان البيت الذي ترعرعت به الكاتبة الفلسطينية غادة الكرمي قبل عام النكبة. وبيوت عائلة الدجاني، كل هذه البيوت تستطيع ان تميزها كبيوت عربية بسهولة.

## أهميّة الحيّ وسقوطه
يشتهر القطمون بطرازه المعماري المميز ومبانيه التي تدل على عروبة المكان فقد شيدتها عائلات فلسطينية عديدة منذ نهاية القرن التاسع عشر، أمّا اليوم هذه المباني تسكنها عائلات إسرائيلية بعد سقوط الحي واحتلاله في أواخر شهر أبريل/نيسان 1948.
وتكمن أهميّته في السياق التاريخيّ من موقعه الّذي شكّل أهميّة عسكريّة كبيرة ودامت معركة احتلاله مدّة وصلت إلى أشهر طويلة. كما وحارب فيها الفلّاحون العرب الفلسطينيون الّذين تطوّعوا مع جيش الجهاد المقدّس من كافّة القرى الفلسطينيّة عنه في عام 1948 (سقط 4 شهداء وهم أوّل من استشهد من قرية بيت صفافا وحارب أيضا معهم القائد إبراهيم أبو ديّة من مدينة صوريف).
اعتبرت القوات الصهيونية الحي كموقع استراتيجي ولهذا كان له اهمية عسكرية كبيرة فدامت المعركة في القطمون أشهر طويلة وكانت ساحة لأهم المعارك التي خاضها المقاتلون الفلسطينيون بقيادة الشهيد إبراهيم أبودية للدفاع عن احتلال الحي وسقوطه.
بعد أن أخلي حي القطمون من معظم سكانه في معارك دامية كان أبرزها تفجير فندق سميراميس، لم يبق سوى بعض العائلات الفقيرة كان أفرادها يتعاونون في الدفاع عنه مع المجاهدين العراقين والفلسطينيين من قوات الجهاد المقدس الذين كان عددهم يراوح بين 180 و200 مجاهد.
كان آخر من خرج من الحيّ هو خليل السكاكيني الّذي كتب في مذكراته تاريخ خروجه من الحيّ وهو الـ30 من نيسان عام 1948. 

## القطمون بعد 1948
دخلت العصابات الصهيونية إلى الحي بشكل رسميّ في الأوّل من أيّار عام 1948. وهكذا سقط أجمل حي عربي في القدس بسبب تفوق العدو العددي الكبير (بلغت القوات المهاجمة حوالي ثلاثة آلاف) وتقاعس الجنود البريطانيين عن تنفيذ وعودهم بالمحافظة على الوضع القائم حتى انتهاء الانتداب.
لم تُهدم بيوت الأحياء في القدس ومن ضمنها حيّ القطمون لأنّها كانت تعتبر حلًا لمشكلة الإسكان لليهود القادمين الجدد المهاجرين من العالم إلى فلسطين.
استولت السلطات الإسرائيليّة على ملكيّة الحيّ وأجّرته بأسعار زهيدة لليهود المهاجرين الّذين سكنوه ولاحقًا عرضت البيوت للبيع لتصبح ملكيّة شخصيّة للإسرائيليين ساكني الحيّ.

## رموز الحي
ينسب للحيّ خليل السكاكيني الأديب الفلسطيني الذي ما زال بيته ماثلًا هناك، وكان عنوان الفصل الثامن من يوميات خليل السكاكيني الخروج من القطمون.

## وصلات أخرى

### وصلات داخلية
- القدس
- المسجد الأقصى
- حائط المبكى

### وصلات خارجية
- حارة المغاربة بالقدس
- هدم حي المغاربة، جريمة في حق التاريخ
- حارة المغاربة في الذاكرة:زيارة لحارة المغاربة ماقبل عام 1967 .